# Liste des sénateurs de la Côte-d'Or
Cette page dresse la liste des sénateurs français élus dans la Côte-d'Or depuis la IIIe République, ainsi que des représentants des chambres hautes antérieures originaires du département depuis sa création.

## VeRépublique

### Mandat 1959 - 1962
Du 28 avril 1959 au 30 septembre 1971.
Élections constitutives du Sénat de la Ve République. La Côte-d'Or étant affectée à la série A, le premier mandat de ses sénateurs est fixé à 3 ans. 2 sièges sont à pourvoir.
| Sénateur          |  | Groupe | Premier mandat |
| ----------------- |  | ------ | -------------- |
| Roger Duchet      |  | RI     | 1959           |
| Étienne Viallanes |  | RI     | 1959           |

### Mandat 1962 - 1971
Du 1er octobre 1962 au 30 septembre 1971.
Les sénateurs de la Côte-d'Or sont désormais élus pour 9 ans.
| Sénateur     |  | Groupe | Premier mandat |
| ------------ |  | ------ | -------------- |
| Roger Duchet |  | RI     | 1959           |
| André Picard |  | RI     | 1962           |

### Mandat 1971 - 1980
Du 1er octobre 1971 au 30 septembre 1980.
| Sénateur        |  | Groupe | Premier mandat |
| --------------- |  | ------ | -------------- |
| André Picard    |  | RI     | 1962           |
| Bernard Barbier |  | UDF    | 1979           |
| Michel Sordel   |  | RI     | 1971           |

1. ↑  à compter du 6 juillet 1979, en remplacement d'André Picard, décédé.

### Mandat 1980 - 1989
Du 1er octobre 1980 au 30 septembre 1989.
La Côte-d'Or se voit attribuer un 3e siège à pourvoir à partir de cette élection.
| Sénateur        |  | Groupe | Premier mandat |
| --------------- |  | ------ | -------------- |
| Bernard Barbier |  | UDF    | 1979           |
| Maurice Lombard |  | RPR    | 1980           |
| Michel Sordel   |  | RI     | 1971           |

### Mandat 1989 - 1998
Du 1er octobre 1989 au 30 septembre 1998.
| Sénateur        |  | Groupe | Premier mandat |
| --------------- |  | ------ | -------------- |
| Bernard Barbier |  | UDF    | 1979           |
| Maurice Lombard |  | RPR    | 1980           |
| Henri Revol     |  | RPR    | 1989           |

### Mandat 1998 - 2008
Du 1er octobre 1998 au 30 septembre 2008.
| Sénateur          |  | Groupe    | Premier mandat |
| ----------------- |  | --------- | -------------- |
| Louis de Broissia |  | RPR → UMP | 1998           |
| Louis Grillot     |  | RI → UMP  | 1998           |
| Henri Revol       |  | RPR → UMP | 1989           |

### Mandat 2008 - 2014
Du 1er octobre 2008 au 30 septembre 2014.
Le mandat des sénateurs de la Côte-d'Or est réduit à 6 ans, en prévision des nouvelles modalités électorales sénatoriales.
| Sénateur          |  | Groupe | Premier mandat |
| ----------------- |  | ------ | -------------- |
| Alain Houpert     |  | UMP    | 2008           |
| François Patriat  |  | SOC    | 2008           |
| François Rebsamen |  | SOC    | 2008           |
| Isabelle Lajoux   |  | SOC    | 2014           |

### Mandat 2014 - 2020
Du 1er octobre 2014 au 30 septembre 2020.
| Sénateur               |  | Groupe     | Premier mandat |
| ---------------------- |  | ---------- | -------------- |
| Alain Houpert          |  | UMP → LR   | 2008           |
| Anne-Catherine Loisier |  | UC         | 2014           |
| François Patriat       |  | SOC → LREM | 2008           |

### Mandat 2020 - 2026
Du 1er octobre 2020 au 30 septembre 2026.
| Sénateur               |  | Groupe | Premier mandat |
| ---------------------- |  | ------ | -------------- |
| Alain Houpert          |  | REP    | 2008           |
| Anne-Catherine Loisier |  | UC     | 2014           |
| François Patriat       |  | RDPI   | 2008           |